# Corydalis angustiflora
Corydalis angustiflora är en vallmoväxtart som beskrevs av Cheng Yih Wu. Corydalis angustiflora ingår i släktet nunneörter, och familjen vallmoväxter. Inga underarter finns listade i Catalogue of Life.